# Hayashio
L'Hayashio (早潮? lett. "Onda veloce") è stato un cacciatorpediniere della Marina imperiale giapponese, ottava unità della classe Kagero. Fu varato nell'aprile 1939 dal cantiere navale Uraga di Tokyo.
Appartenente alla 15ª Divisione, partecipò alle prime, vittoriose offensive nelle Filippine meridionali, lungo le coste dell'isola di Celebes e a Timor, contribuendo infine, tra febbraio e marzo 1942, al blocco dell'isola di Giava. Scortò quindi la danneggiata portaerei Kaga in Giappone in aprile e, due mesi dopo, fu schierato per la battaglia delle Midway, pur senza avervi un ruolo attivo. Fu coinvolto sin da subito nella campagna di Guadalcanal, dapprima nel ruolo di scorta alle portaerei di squadra durante le battaglie delle Salomone orientali e di Santa Cruz, poi nelle missioni del Tokyo Express. Dopo la disastrosa battaglia navale di Guadalcanal di metà novembre 1942 fu urgentemente riassegnato a una missione di rifornimento per Lae e Salamaua in Nuova Guinea; la sera del 24 novembre fu danneggiato e incendiato in due bombardamenti aerei e, a dispetto degli sforzi dell'equipaggio, fu distrutto dalle esplosioni delle sue stesse munizioni. Lo scafo in rovina fu infine affondato nel Golfo di Huon da un cacciatorpediniere nipponico.

## Servizio operativo

### Costruzione
Il cacciatorpediniere Hayashio fu ordinato nell'anno fiscale edito dal governo giapponese nel 1937. La sua chiglia fu impostata nel cantiere navale della ditta Uraga a Tokyo il 30 giugno 1938 e il varo avvenne il 19 aprile 1939; fu completato il 31 agosto 1940. Una fonte riporta invece che il giorno del completamento fu il 21. La nave formò con i gemelli Natsushio, Oyashio e Kuroshio la 15ª Divisione cacciatorpediniere, posta alle dipendenze della 2ª Squadriglia della 2ª Flotta.

### 1941-1942
Passato al comando del capitano di fregata Kiyoshi Kaneda, l'Hayashio partì con la divisione d'appartenenza e il resto della squadriglia dallo Stretto di Terashima per arrivare, il 1º dicembre, alle isole Palau, uno dei punti di partenza per le imminenti operazioni militari contro gli occidentali. Il 6, infatti, l'Hayashio e la 15ª Divisione salparono inquadrati nella squadra incaricata di occupare le Filippine meridionali; dapprima vigilarono sulla portaerei Ryujo, i cui velivoli bombardarono Davao l'8 dicembre, poi l'Hayashio e il Natsushio scortarono tra il 10 e l'11 un posamine nello Stretto di Surigao, lungo il quale dispose ordigni. Successivamente l'Hayashio e i gregari appoggiarono gli sbarchi a Legazpi (12 dicembre), quindi il cacciatorpediniere tornò momentaneamente alle Palau il 14; partì tre giorni per vigilare sugli sbarchi incontrastati a Davao del 20 dicembre. Con le unità sorelle protesse quindi le operazioni anfibie a Jolo (25 dicembre) e due giorni dopo, mentre rientravano a Davao, respinse l'attacco di tre velivoli nemici. Rimase nella zona di Davao per alcuni giorni, impegnato in pattugliamenti. Il 9 gennaio salpò con il resto della divisione per l'attacco anfibio a Manado (11 gennaio 1942) e a Kendari (14 gennaio), durante i quali operò a distanza a fianco dell'incrociatore leggero Nagara. Il 24, al largo della cittadina, rilevò un sommergibile che procedeva in superficie e lo prese a cannonate, costringendolo a immergersi: rilasciò quindi alcune bombe di profondità e rivendicò l'affondamento. Il 29 l'Hayashio e la divisione lasciarono Kendari e protessero lo sbarco ad Ambon (31 gennaio) per poi spostarsi alla baia Staring a Celebes e difendere le operazioni contro Makassar (8-9 febbraio). L'11 l'Hayashio e il Kuroshio intrapresero il viaggio inverso sino ad Ambon, dove si radunò la squadra per invadere l'isola di Timor: nelle prime ore del 20 febbraio l'Hayashio bersagliò con una quarantina di proietti gli obiettivi delle spiagge di sbarco presso Dili. Portatosi a Kupang il 22, ne partì il 26 inquadrato in una formazione distaccata dal grosso delle flotte operanti contro l'isola di Giava per perfezionarne il blocco: il 2 marzo, infatti, catturò una nave olandese avente a bordo personale militare degli Alleati. Come da ordini, l'Hayashio accompagnò il vascello sino a Makassar e quindi si fermò il 10 baia Staring in attesa dei gregari per scortare in patria la portaerei Kaga, che aveva urtato con la carena dei bassi fondali. Il 22 l'Kaga fu lasciata a Sasebo e l'Hayashio proseguì sino a Kure, ove fu tratto in secca e revisionato. Il 18 aprile era nuovamente in acqua con i gregari quando si verificò l'improvvisa incursione aerea su Tokyo. Il giorno successivo ebbe ordine di prendere in custodia un mercantile sovietico che le alte sfere pensavano fosse deputata a salvare eventuali aviatori statunitensi: i sospetti si mostrarono infondati e così l'Hayashio si riunì alla 15ª Divisione. I cacciatorpediniere fecero rifornimento a Takao (isola di Formosa) il 25 aprile e sino al 10 maggio operarono nella zona di Manila per infittire il blocco all'isola di Corregidor. L'Hayashio e il resto della divisione, a metà mese, si incontrarono in alto mare con la danneggiata portaerei Shokaku, reduce dalla battaglia del Mar dei Coralli: la accompagnarono a Kure, dove si fermarono per riunirsi al resto della 2ª Squadriglia. Già il 21 maggio l'Hayashio e tutte le altre navi del reparto salparono alla volta di Saipan, dove assunsero la difesa del convoglio d'invasione per l'atollo di Midway; la grande operazione, comunque, si concluse con una decisa sconfitta giapponese. La 15ª e 16ª Divisione cacciatorpediniere seguirono l'ammiraglia di squadriglia Jintsu sino a Guam (13 giugno) e da lì alla volta di Kure.
A fine giugno l'Hayashio scortò la nave appoggio idrovolanti Chitose a Chichi-jima e nel ritorno. Il 16 luglio salpò da Kure con il resto della divisione e assieme agli incrociatori pesanti Kumano e Suzuya; la squadra si fermò il 30 a Mergui in Birmania, pronta per scorrerie nell'Oceano Indiano che, però, furono annullate con l'inizio della campagna di Guadalcanal. Con i gregari scortò gli incrociatori nell'Oceano Pacifico a nord delle isole Salomone dove si ricongiusero il 21 alla 2ª Flotta, in procinto di dare battaglia alla United States Navy. Durante il combattimento (23-25 agosto) la 15ª Divisione militò nella "Forza d'avanguardia" del viceammiraglio Nobutake Kondō e integrò anche il Kagero. Per circa un mese dopo la battaglia fu impegnato in regolari uscite della Flotta Combinata da Truk sempre a nord dell'arcipelago e funse anche da nave ammiraglia della 2ª Squadriglia, visto che il Jintsu era rimasto danneggiato; solo il 26 il contrammiraglio Raizō Tanaka poté trasferirsi sull'Isuzu. L'Hayashio seguì il resto della divisione fuori da Truk il 29 settembre per scortare la nave appoggio idrovolanti Nisshin fino alle isole Shortland, base avanzata per le operazioni a Guadalcanal. Da questo arcipelago, tra il 3 e il 9 ottobre, l'Hayashio e le unità sorelle completarono tre trasporti truppe all'isola, uno solo dei quali contrastato vanamente da alcune motosiluranti statunitensi; fecero poi parte della numerosa copertura alle navi da battaglia veloci Kongo e Haruna che, nella notte del 13-14 ottobre, bombardarono con successo Henderson Field (contribuì con una dozzina di proietti da 127 mm). Dopo aver riguadagnato le Shortland senza problemi, l'Hayashio e il Kuroshio furono assegnati alla difesa ravvicinata della 2ª Divisione portaerei (Hiyo, Junyo) che si trovava a nord di Guadalcanal: la prima, comunque, per guasti ai motori dovette tornare a Truk e alla battaglia delle isole Santa Cruz del 25-26 ottobre rimase la sola Junyo che, con i due cacciatorpediniere, era inquadrata nella "Forza d'avanguardia" del viceammiraglio Takeo Kurita – peraltro mai ingaggiata. All'inizio di novembre scortò alle Shortland gli incrociatori pesanti Suzuya e Maya (pronti per cannoneggiare l'aeroporto di Guadalcanal) e il 7 completò una missione di trasporto truppe a dispetto della dura opposizione aerea. Poco dopo l'Hayashio tornò a essere l'ammiraglia di Tanaka per l'imminente invio di un grosso convoglio di trasporti all'isola, la difesa del quale fu affidata alla 2ª Squadriglia. Nel corso della battaglia navale di Guadalcanal questa formazione fu disarticolata da continui attacchi aerei e solo quattro trasporti rimasero operativi; all'alba del 15 novembre furono fatti arenare per affrettare lo scarico; l'Hayashio rimase di guardia con gli altri cacciatorpediniere ma, dopo alcune ore, dovette ripiegare sotto l'imperversare della Cactus Air Force. Alle 20:40 entrava indenne nella rada delle Shortland.

### L'affondamento
L'Hayashio lasciò l'arcipelago il 17 per accompagnare gli incrociatori Maya, Isuzu e Tenryu a Kavieng, dove per alcuni giorni dovette provvisoriamente espletare compiti di pattugliamento. Avuto il cambio da un posamine, il 21 poté fare rotta per Rabaul a gran velocità e unirsi a una "Unità di rinforzo" per le posizioni giapponesi nella Nuova Guinea orientale, sotto forte attacco. Guidati dalla nave ammiraglia Harusame che imbarcava il capitano di vascello Masao Tachibana, l'Hayashio, lo Shiratsuyu, l'Inazuma e l'Isonami partirono la sera del 23, ciascuno con un gruppo di soldati a bordo, allo scopo di raggiungere la zona di Lae-Salamaua. Verso le 19:00 del 24 novembre le navi furono attaccate da alcuni quadrimotori Boeing B-17 Flying Fortress e quattro ordigni caddero tutt'intorno all'Hayashio: le concussioni misero fuori servizio la sala macchine di sinistra e il capitano Tachibana ordinò a Kaneda di tornare indietro, mentre gli altri cacciatorpediniere continuavano la missione. Alle 21:00, tuttavia, un altro B-17 localizzò l'Hayashio a 35 miglia da Salamaua, diverse bombe caddero vicino alla prua e una esplose a bordo, a sinistra della torretta anteriore che fu messa fuori combattimento. Subito si sprigionò un violento incendio, alimentato dalle lance di salvataggio in fasciame, che tenne in scacco la squadra controllo danni; la confusione era aumentata dai morti e dai feriti da soccorrere. Il capitano Kaneda riuscì a ormeggiare l'Hayashio in un'insenatura nel Golfo di Huon, avvisò il suo superiore e coordinò la lotta al fuoco, che già aveva reso inservibili le artiglierie; poco prima delle 22:00 il formidabile scoppio del deposito munizioni prodiero squarciò l'Hayashio e Kaneda ordinò alle 22:25 di abbandonarlo. Gli uomini si trasferirono sullo Shiratsuyu da poco avvicinatosi, quando anche alcuni siluri nei tubi detonarono, finendo di devastare il cacciatorpediniere: Kaneda si consultò con il comandante dello Shiratsuyu e decisero che l'Hayashio non era più recuperabile. Lo Shiratsuyu iniziò a bersagliarlo con i pezzi da 127 mm e, alle 23:05, l'Hayashio sprofondò dove aveva gettato le ancore, con cinquanta cadaveri (7°00′S 147°30′E). Il capitano Tachibana, impressionato, annullò la missione e fece rotta per Rabaul, che fu raggiunta nel pomeriggio del 25.
Il 24 dicembre 1942 l'Hayashio fu depennato dalla lista del naviglio in servizio.